# Danh sách gia tộc giàu có nhất thế giới
Có rất nhiều bản danh sách các gia tộc/dòng họ giàu có nhất trên thế giới (không tính gia tộc vua chúa và các triều đại quân chủ chuyên chế) được xuất bản trên phạm vi quốc tế, trong đó có Forbes của Mỹ cũng như nhiều tạp chí kinh doanh khác.
Tồn tại điểm khác biệt giữa khối tài sản của một cá nhân tỷ phú hay một "gia đình hạt nhân" có thể xác định được, và khái niệm rộng lớn hơn về một "gia đình mở rộng" hoặc "nhiều thế hệ gia đình" (nhiều đời) trong lịch sử, ở đó sự thịnh vượng của một công ty hay doanh nghiệp do gia tộc/dòng họ nắm giữ xuyên suốt lịch sử kiểu như gia tộc Scudder (Ấn Độ) được san đều cho nhiều nhánh hậu duệ, thường là qua nhiều thập kỷ, trải dài từ một vài cá nhân cho đến đời con cháu hàng trăm người (VD như gia tộc Rothschild người Do Thái). Theo hãng Bloomberg thì 25 gia tộc giàu nhất thế giới nắm giữ khối tài sản 1,4 nghìn tỷ (1,400,000,000,000) đô la Mỹ.

## Thứ hạng hiện tại
Chú thích: Danh sách này bao gồm các gia tộc/dòng họ sở hữu tổ hợp tài sản từ 1 tỷ đô la Mỹ trở lên, chiếu theo các nguồn đáng tin cậy.
| Tên gia tộc/dòng họ                         | Các thành viên nổi bật | Tổ hợp tài sản tính bằng tỷ đô la Mỹ (ước lượng)                 | Nguồn gốc tài sản | Quốc gia/Khu vực                                  |
| ------------------------------------------- | --- | ---------------------------------------------------------------- | --- | ------------------------------------------------- |
| Walton                                      | Jim Walton, Alice Walton, S. Robson Walton, Lukas Walton, Christy Walton, Ann Walton Kroenke, Nancy Walton Laurie | 244 (2021)                                                       | Wal-Mart, Sam's Club | United States                                     |
| Mars Scudder                                | John Franklyn Mars, Jacqueline Mars, Marijke Mars, Pamela Mars-Wright, Laura Scudder, Valerie Mars, Victoria Mars, Charlie Mars | 86.6 (2020)                                                      | Mars, Incorporated Signal Oil | United States                                     |
| Koch                                        | Charles Koch, Julia Koch, Bill Koch | 124.5 (2019)                                                     | Koch Industries | United States                                     |
| Slim                                        | Carlos Slim, Carlos Slim Domit, Patrick Slim, Julián Slim | 77.1 (2017)                                                      | Grupo Carso | Mexico                                            |
| Ortega                                      | Amancio Ortega, Rosalía Mera, Sandra Ortega Mera | 72 (2017)                                                        | Inditex (including Zara) | Spain                                             |
| Wertheimer                                  | Alain Wertheimer, Gérard Wertheimer | 57.6 (2019)                                                      | Chanel | France                                            |
| Dumas                                       | Pierre-Alexis Dumas, Axel Dumas | 53.1 (2019)                                                      | Hermès | France                                            |
| Van Damme, De Spoelberch, De Mevius         | Three families, the collective enterprise of which has roots in the 14th century | 52.9 (2019)                                                      | Anheuser-Busch InBev | Belgium                                           |
| Porsche/Piëch                               | Hans Michel Piëch, Wolfgang Porsche | 52.8                                                             | Volkswagen Group | Austria                                           |
| Boehringer/Von Baumbach                     | Albert Boehringer, Hubertus von Baumbach | 51.9 (2019)                                                      | Boehringer Ingelheim | Germany                                           |
| Arnault                                     | Bernard Arnault, Delphine Arnault, Antoine Arnault | 182.5 (2020)                                                     | Dior (incl. LVMH) | France                                            |
| Kamprad                                     | Ingvar Kamprad three sons: Peter, Hans and Niclas Kamprad | 50.7 (2018)                                                      | IKEA | Sweden                                            |
| Ambani family                               | Nita Ambani, Isha Ambani, Anand Ambani, Akash Ambani, Anil Ambani, Tina Ambani, Jai Anmol Ambani, Jai Anshul Ambani, Mukesh Ambani | 85.4 (2020)                                                      | Reliance Industries, Reliance Jio Infocomm, Reliance Retail, Reliance Power, Reliance Infrastructure, Reliance Capital, Reliance Entertainment                                        | India                                             |
| Cargill-MacMillan                           | Austen Cargill, James R. Cargill II, James R. Cargill, William Wallace Cargill, Marion MacMillan Pictet, Marianne Cargill Liebmann, Cargill MacMillan Sr., Cargill MacMillan Jr, John H. MacMillan Sr., John H. MacMillan, John Hugh MacMillan, Whitney MacMillan, Whitney Duncan MacMillan | 42.9 (2019)                                                      | Cargill | United States                                     |
| Bettencourt                                 | Françoise Bettencourt Meyers | 72.8 (2020)                                                      | L'Oréal | France                                            |
| Lee (Byung-chul) family                     | Lee Byung-chul, Lee Kun-hee, Lee Jae-yong, Lee Boo-jin, Lee Seo-hyun, Hong Ra-hee, Hong Seok-hyun, Hong Seok-joh, Lee Myung-hee, Chung Yong-jin, Lee Jay-hyun, Lee in-hee, Cho Dong-gil, etc.                                                                                               | 40.8 (2017)                                                      | Samsung, Shinsegae, CJ, Hansol, JoongAng Group, BGF Group | South Korea                                       |
| Thomson                                     | David Thomson, Roy Thomson, Peter Thomson, Kenneth Thomson | 39.1 (2019)                                                      | Thomson Reuters, The Woodbridge Company | Canada                                            |
| Reimann                                     | Karl Ludwig Reimann, Renate Reimann-Haas, Wolfgang Reimann | 38.8 (2017)                                                      | JAB Holding Company (coffee), historically from the chemical industry | Germany                                           |
| Kwok                                        | Thomas Kwok, Raymond Kwok, Kwok Tak-Seng, Kwong Siu-hing, | 38 (2019)                                                        | Sun Hung Kai Properties | Hong Kong                                         |
| Chearavanont                                | Dhanin Chearavanont, Suphachai Chearavanont, Korawad Chearavanont | 37.9 (2019)                                                      | Charoen Pokphand | Thailand                                          |
| (Edward) Johnson                            | Edward C. Johnson III, Abigail Johnson | 37.4 (2019)                                                      | Fidelity Investments | United States                                     |
| Cox                                         | Anne Cox Chambers, James M. Cox | 36.9 (2019)                                                      | Cox Enterprises Co. | United States                                     |
| Quandt                                      | Herbert Quandt, Johanna Quandt, Stefan Quandt, Susanne Klatten | 35 (2019)                                                        | BMW | Germany                                           |
| Pritzker                                    | Thomas Pritzker, John Pritzker, Daniel Pritzker, Jean (Gigi) Pritzker Pucker, Jennifer N. Pritzker, Linda Pritzker, Karen Pritzker-Vlock, Matthew Pritzker, Liesel Pritzker Simmons, Penny Pritzker-Traubert, Anthony Pritzker, Jay Robert Pritzker, Nicholas J. Pritzker, Adam Pritzker    | 33.7 (2019)                                                      | Hyatt Corporation, Marmon Group | United States                                     |
| Pinault family                              | Francois Pinault | 33.4 (2019)                                                      | Kering | France                                            |
| Mulliez                                     | Gérard Mulliez, Michel Leclercq | 33 (2019)                                                        | Auchan, Decathlon, Association Familiale Mulliez, and hundreds of other family members                                                                                                | France                                            |
| S. C. Johnson                               | S. Curtis Johnson | 33 (2019)                                                        | S. C. Johnson & Son | United States                                     |
| Albrecht                                    | Berthold Albrecht, Theo Albrecht, Karl Albrecht | 32.6 (2019)                                                      | Aldi, Trader Joe's | Germany                                           |
| Rausing                                     | Hans Rausing | 32.5 (2019)                                                      | Tetra Laval | Sweden                                            |
| Hartono                                     | Robert Budi Hartono, Michael Bambang Hartono, Armand Wahyudi Hartono, Martin Hartono, Victor Hartono | 32.5 (2019)                                                      | Djarum, Bank Central Asia | Indonesia                                         |
| Lauder                                      | Estée Lauder, Ronald Lauder | 32.3 (2019)                                                      | Estée Lauder Companies | United States                                     |
| Hoffmann/Oeri                               | Fritz Hoffmann-La Roche, André Hoffmann | 31.3 (2019)                                                      | Roche pharmaceuticals | Switzerland                                       |
| Ferrero                                     | Michele Ferrero, Maria Franca Fissolo, Giovanni Ferrero, Pietro Ferrero Jr. | 29.8 (2019)                                                      | Ferrero SpA | Italy                                             |
| Marinho                                     | Roberto Irineu Marinho, José Roberto Marinho, João Roberto Marinho | 28.9 (2004)                                                      | Grupo Globo, Rede Globo (media) | Brazil                                            |
| Henkel                                      | Friedrich Karl Henkel, Simone Bagel-Trah | 28.1 (2017)                                                      | Henkel | Germany                                           |
| Hearst                                      | William Randolph Hearst and numerous others | 28 (2016)                                                        | Hearst Corporation | United States                                     |
| Dassault                                    | Serge Dassault, Olivier Dassault, Laurent Dassault | 27.8                                                             | Dassault Group, diversified | France                                            |
| Schaeffler                                  | Georg F. W. Schaeffler (Georg Schaeffler Jr.), Maria-Elisabeth Schaeffler, Georg Schaeffler Sr. | 25.9 (2017)                                                      | Schaeffler Group | Germany Austria                                   |
| Bass                                        | Sid Bass, Ed Bass, Robert Bass, Lee Bass, Hyatt Bass | 25.5 (2017)                                                      | Oak Hill Capital, Energy, Development | United States                                     |
| Lee (Shau Kee)                              | Lee Shau Kee | 24.1 (2016)                                                      | Henderson Land Development | Hong Kong                                         |
| Brenninkmeijer                              | Clemens Brenninkmeijer, August Brenninkmeyer, Stephan Brenninkmeijer, Philippe Brenninkmeyer, Erik Brenninkmeijer | 23.4 (2017)                                                      | Cofra Group, C&A | Germany Netherlands                               |
| Damani                                      | Radhakishan Damani, Gopikishan Damani | 23 (2021)                                                        | DMart, Investments | India                                             |
| Cheng                                       | Cheng Yu-tung, Henry Cheng, Adrian Cheng | 22.5 (2017)                                                      | | Hong Kong                                         |
| Duncan                                      | Dan Duncan, Randa Williams, Milane Frantz, Dannine Avara, Scott_Duncan | 21.5 (2016)                                                      | Enterprise Products | United States                                     |
| Møller family                               | | 21                                                               | Maersk | Denmark                                           |
| Sy                                          | Henry Sy, Hans T. Sy, Herbert T. Sy, Harley T. Sy, Henry T. Sy Jr., Teresita Sy Coson, Elizabeth T. Sy | 20.1 (2017)                                                      | SM Investments Corporation | Philippines                                       |
| Safra                                       | Joseph Safra, Moise Safra, Lily Safra | 19.6 (2018)                                                      | Fibria, Chiquita Brands International, Safra Group, Banco Safra, J. Safra Sarasin, Safra National Bank of New York                                                                    | Brazil Lebanon Syria Switzerland                  |
| Powell-Jobs                                 | Laurene Powell Jobs | 20.1 (2020)                                                      | Apple Inc. and Disney | United States                                     |
| Persson                                     | Erling Persson, Stefan Persson, Karl-Johan Persson | 19.6 (2017)                                                      | H&M | Sweden                                            |
| Chirathivat                                 | Tiang Chirathivat (Cheng) | 19.3 (2017)                                                      | Central Group | Thailand                                          |
| Kwek-Quek                                   | Kwek Hong Png, Kwek Leng Beng | 18.9 (2016)                                                      | Hong Leong group | Singapore China Malaysia                          |
| Newhouse                                    | Samuel Irving Newhouse Jr., Donald Newhouse | 18.5 (2016)                                                      | Advance Publications | United States                                     |
| Mittal                                      | Lakshmi Mittal, Aditya Mittal and Pramod Mittal | 18.3 (2021)                                                      | ArcelorMittal | India                                             |
| Tsai (Wan-Tsai)                             | Tsai Wan-lin, Tsai Hong-tu | 17.7 (2017)                                                      | Cathay United Bank, Cathay Life Insurance | Taiwan                                            |
| Merck                                       | Friedrich Jacob Merck, Heinrich Emanuel Merck, Frank Stangenberg-Haverkamp, Johannes Freiherr von Baillou | 17.6 (2017)                                                      | Merck Group, Merck & Co., H. J. Merck & Co. | Germany                                           |
| Dorrance                                    | Dorrance Hill Hamilton | 17.1 (2016)                                                      | Campbell Soup Company | United States                                     |
| Premji                                      | Mohamed Premji, Azim Premji, Rishad Premji | 17 (2016)                                                        | Wipro | India                                             |
| Heineken                                    | Freddy Heineken, Charlene de Carvalho-Heineken, Michel de Carvalho, | 16.3 (2019)                                                      | Heineken N.V. | Netherlands                                       |
| Kuok                                        | Robert Kuok | 16.6 (2017)                                                      | Kuok Group | Malaysia                                          |
| Reuben                                      | David Reuben, Simon Reuben | 16.3 (2016)                                                      | Real estate, financial services, commodity trading | United Kingdom                                    |
| Mistry                                      | Shapoorji Mistry, Cyrus Mistry | 16.1 (2017)                                                      | Shapoorji Pallonji Group | India                                             |
| Ermirio de Moraes                           | Antônio Ermírio de Moraes, Ermirio Pereira de Moraes, Maria Helena Moraes Scripilliti | 15.4 (2004)                                                      | Votorantim Group | Brazil                                            |
| Otto                                        | Werner Otto, Michael Otto | 15.3 (2017)                                                      | Otto Group | Germany                                           |
| Chung (Ju-yung) family                      | Chung Mong-koo, Chung Eui-sun, Chung Mong-joon, Chung Mong-gyu, Chung Mong-won, etc. | 14.8 (2017)                                                      | Hyundai Motor Group, Hyundai Heavy Industries, Hyundai Department Store Group, Halla Group, HDC Group, KCC Corporation                                                                | South Korea                                       |
| Ziff                                        | Daniel M. Ziff, Dirk Edward Ziff, Robert D. Ziff, William Bernard Ziff Jr. | 14.4 (2016)                                                      | Publishing, Ziff Davis, Ziff Brothers Investments | United States                                     |
| Sawiris                                     | Onsi Sawiris, Naguib Sawiris, Nassef Sawiris, Samih Sawiris | 14.5 (2017)                                                      | Orascom Construction Industries, Orascom Telecom Holding, Orascom Development, Orascom Group                                                                                          | Egypt                                             |
| Du Pont                                     | List of family members | 14.3 (2016)                                                      | Real estate, DuPont Chemical Company | United States                                     |
| Saji                                        | | 14.2 (2017)                                                      | Suntory | Japan                                             |
| Birla                                       | Kumar Mangalam Birla, Ananya Birla, Aryaman Birla, Chandra Kant Birla, Shobhana Bhartia, Yashovardhan Birla, Madhav Prasad Birla | 14.1 (2017)                                                      | Birla Institute of Technology & Science, Aditya Birla Group, Grasim Industries, CK Birla Group, Yash Birla Group, The Hindustan Times, M.P Birla Group                                | India                                             |
| Godrej                                      | Adi Godrej, Pirojsha Adi Godrej, Nadir Godrej, Jamshyd Godrej | 14 (2017)                                                        | Godrej Group, Godrej and Boyce | India                                             |
| Hunt                                        | H. L. Hunt | 13.7 (2016)                                                      | Hunt Oil Company, Hunt Petroleum | United States                                     |
| Goldman                                     | Sol Goldman, Amy Goldman Fowler | 13.7 (2016)                                                      | Solil Management | United States                                     |
| Bertarelli                                  | Ernesto Bertarelli | 13.6 (2018)                                                      | Serono | Italy Switzerland                                 |
| Busch                                       | Adolphus Busch, Adolphus Busch III, August Anheuser Busch Sr., August Busch III, August Busch IV | 13.4 (2016)                                                      | Anheuser-Busch | United States                                     |
| Pao                                         | | 13.4 (2017)                                                      | BW Group | Hong Kong                                         |
| Agnelli                                     | | 13.5 (2014)                                                      | Exor | Italy                                             |
| Yoovidhya                                   | Chalerm Yoovidhya | 13.1 (2017)                                                      | Red Bull | Thailand                                          |
| Sackler                                     | Arthur M. Sackler, Mortimer Sackler, Raymond Sackler, Richard Sackler | 13 (2016)                                                        | Purdue Pharma, Oxycontin | United States                                     |
| Dangote                                     | | 13.1 (2017)                                                      | Dangote Group | Nigeria                                           |
| Jacobs                                      | Johann Jacobs, Walther J. Jacobs, Klaus Johann Jacobs | 12.5 (2018)                                                      | Jacobs, Barry Callebaut, The Adecco Group | Germany Switzerland                               |
| Schindler                                   | | 12.5 (2018)                                                      | Schindler Group | Switzerland                                       |
| Moreira Salles                              | Moreira Salles, João Moreira Salles, Walter Moreira Salles, Pedro Moreira Salles, Giancarlo Constantine Moreira Salles, Fernando Roberto, Walter Moreira Salles Jr. | 12.4 (2004)                                                      | Banking | Brazil                                            |
| Ofer                                        | Sammy Ofer, Eyal Ofer, Idan Ofer | 12.3 (2017)                                                      | Diversified | Israel                                            |
| Weston                                      | Guy Weston, George Weston, Galen Weston Jr. | 12.3 (2013)                                                      | Loblaw supermarket chain, George Weston Limited | Canada                                            |
| Brown                                       | George Garvin Brown IV | 12.3 (2016)                                                      | Brown-Forman | United States                                     |
| Marshall                                    | J. Howard Marshall II, Elaine Tettemer Marshall | 12 (2016)                                                        | Koch Industries | United States                                     |
| Mellon                                      | Andrew Mellon, Matthew Mellon, Christopher Mellon | 11.5 (2016)                                                      | Mellon Bank | United States                                     |
| Thiele                                      | Heinz Hermann Thiele | 11.3 (2017)                                                      | Knorr-Bremse, Vossloh | Germany                                           |
| Butt                                        | Charles Butt | 11 (2016)                                                        | HEB Grocery Company | United States                                     |
| Kadoorie                                    | Michael Kadoorie | 11 (2017)                                                        | CLP Holding | Hong Kong                                         |
| Dos Santos                                  | | 11 (2017)                                                        | | Angola                                            |
| Rockefeller                                 | List of family members | 11 (2016)                                                        | Standard Oil Company, Chase Manhattan Bank | United States                                     |
| Würth                                       | Adolf Würth, Reinhold Würth, Bettina Würth | 10.8 (2016)                                                      | Würth Gruppe | Germany                                           |
| Gallo                                       | Ernest Gallo, Julio Gallo | 10.7 (2016)                                                      | E & J Gallo Winery | United States                                     |
| Saputo                                      | | 10.61 (2017)                                                     | Saputo Inc., Transforce | Canada                                            |
| Blocher                                     | Christoph Blocher, Magdalena Martullo-Blocher, Markus Blocher | 10.5 (2018)                                                      | Ems-Chemie, Dottikon ES | Switzerland                                       |
| Widjaja                                     | Eka Tjipta Widjaja, Frankie Widjaja, Franky Oesman Widjaja, Teguh Ganda Widjaja, Indra Widjaja, Sukmawati Widjaja | 10.4 (2017)                                                      | Sinar Mas Group | Indonesia                                         |
| Gutserievs                                  | | 9.8 (2016)                                                       | BIN Group | Russia                                            |
| Grosvenor                                   | Hugh Grosvenor, 7th Duke of Westminster | 9.5 (euros, 2017)                                                | Grosvenor Group | United Kingdom                                    |
| Aponte                                      | Gianluigi Aponte | 9.5 (2018)                                                       | Mediterranean Shipping Company (MSC) | Italy Switzerland                                 |
| Liebherr                                    | Hans Liebherr, Hans Liebherr jr., Willi Liebherr, Markus Liebherr, Isolde Liebherr, Hubert Liebherr | 9.5 (2018)                                                       | Liebherr Group | Germany Switzerland                               |
| Bajaj                                       | | 9.3 (2017)                                                       | Bajaj Group | India                                             |
| Rogers                                      | | 9.13 (2017)                                                      | Rogers Communications | Canada                                            |
| Salim                                       | Sudono Salim, Anthoni Salim, Axton Salim | 8.8 (2017)                                                       | Salim Group | Indonesia                                         |
| Ng                                          | Ng Teng Fong, Robert Ng, Philip Ng | 8.7 (2015)                                                       | Far East Organization | Singapore                                         |
| Koo (In-hwoi) family                        | Koo In-hwoi, Koo Cha-kyung, Koo Bon-moo, Koo Bon-joon, Koo-Bon sik, Koo Bon-neung, Koo Kwang-mo, etc. | 8.7 (2017)                                                       | LG Group, LS Group, LIG Group, LT Group, LX Group, LF Group, Ourhome Corp, KleanNara                                                                                                  | South Korea                                       |
| Lohia                                       | Sri Prakash Lohia, Mohan Lal Lohia, Aloke Lohia, Seema Lohia | 8.68 (2017)                                                      | Indorama Corporation | Indonesia                                         |
| Lee Man Tat                                 | | 8.4 (2017)                                                       | Food industry | Hong Kong                                         |
| Haniel                                      | Franz Markus Haniel | 8 (2017)                                                         | Franz Haniel & Cie., Metro AG, CWS-boco Gruppe | Germany                                           |
| Koç                                         | Semahat Sevim Arsel, Rahmi Koç, Suna Kıraç, Mustafa Vehbi Koç, Mehmet Ömer Koç, Ali Yıldırım Koç | 8 (2016)                                                         | Koç Holding | Turkey                                            |
| Şahenk                                      | | 7-8 (2016)                                                       | Doğuş Holding | Turkey                                            |
| Sabancı                                     | Hacı Ömer Sabancı, İhsan Sabancı, Güler Sabancı, Sevgi Sabancı, Sakıp Sabancı, Sevil Sabancı, Ömer Sabancı, Mehmet Sabancı, Şevket Sabancı, Ali Sabancı, Özdemir Sabancı, Demir Sabancı | 7-8 (for each one of Şevket, Erol, and Türkan's families) (2016) | Sabancı Holding | Turkey                                            |
| Simmons                                     | Harold Simmons | 8 (2013)                                                         | Businessman, Titanium investments | United States                                     |
| Olayan                                      | | 8 (2017)                                                         | Diversified, inheritance | Saudi Arabia                                      |
| Camargo                                     | Rossana Camargo de Arruda Botelho, Renata de Camargo Nascimento, Regina de Camargo Pires Oliveira Dias | 8 (2004)                                                         | conglomerate Camargo Corrêa | Brazil                                            |
| Stryker                                     | Homer Stryker, Ronda Stryker, Pat Stryker, Jon Stryker | 7.9 (2015)                                                       | Stryker Corporation | United States                                     |
| Law                                         | | 7.8 (2017)                                                       | Bossini | Hong Kong                                         |
| Heraeus                                     | Wilhelm Carl Heraeus, Jürgen Heraeus, Jan Rinnert | 7.7 (2017)                                                       | Heraeus | Germany                                           |
| Jindal                                      | Savitri Jindal, Naveen Jindal and Sajjan Jindal | 7.68 (2017)                                                      | Jindal Group | India                                             |
| Irving                                      | K. C. Irving, James K. Irving, Arthur Irving, John E. Irving, Sarah Irving, Robert Irving, Mary Jean Irving, Jean E. Irving, Judy Irving, John K. F. Irving, Colin D. Irving | 7.65 (2017)                                                      | Irving Oil, J. D. Irving | Canada                                            |
| Mori                                        | | 7.6 (2017)                                                       | Mori Building Company | Japan                                             |
| Firmenich                                   | Patrick Firmenich | 7.5 (2018)                                                       | Firmenich | Switzerland                                       |
| Schmidheiny                                 | Max Schmidheiny Stephan Schmidheiny, Thomas Schmidheiny | 7.5 (2018)                                                       | Diversified (Holcim, i.a.) | Switzerland                                       |
| Siemens                                     | Werner von Siemens, Carl Wilhelm Siemens, Carl Heinrich von Siemens, Georg von Siemens, Arnold von Siemens, Georg Wilhelm von Siemens, Carl Friedrich von Siemens, Hermann von Siemens, Ernst von Siemens, Peter von Siemens, Nathalie von Siemens, Peter C. von Siemens                    | 7.3 (2017)                                                       | Siemens | Germany                                           |
| Tsai (Eng-Meng)                             | | 7.1 (2017)                                                       | Want Want China | Taiwan                                            |
| Burman                                      | | 7.05 (2017)                                                      | Dabur | India                                             |
| Lal                                         | | 7 (2017)                                                         | Eicher Group | India                                             |
| Flick                                       | Friedrich Karl Flick, Ingrid Ragger | 6.9 (euros, 2014)                                                | | Austria                                           |
| Herlin                                      | Antti Herlin, Ilkka Herlin, Ilona Herlin | 6.8 (2018)                                                       | Kone, Cargotec | Finland                                           |
| Al Jaber                                    | Mohamed Bin Issa Al Jaber | 6.76 (euros, 2017)                                               | MBI International Holding Group | United Kingdom                                    |
| Desmarais                                   | | 6.71 (2017)                                                      | Power Corporation of Canada | Canada                                            |
| Oppenheimer                                 | | 6.7 (2017)                                                       | De Beers | South Africa                                      |
| Bangur                                      | | 6.7 (2017)                                                       | Shree Cement | India                                             |
| Engelhorn                                   | Curt Engelhorn, Traudl Engelhorn-Vechiatto, | 6.5 (2018)                                                       | Pharmaceuticals firm Boehringer Mannheim | Germany                                           |
| Khoo                                        | | 6.4 (2017)                                                       | Maybank | Singapore                                         |
| Johnson                                     | Barbara Piasecka Johnson, Bertram and Diana Firestone, Mary Lea Johnson Richards, Casey Johnson, Jamie Johnson (filmmaker), John Seward Johnson II, John Seward Johnson I, Robert Wood Johnson I, Robert Wood Johnson II, Robert Wood Johnson III, Woody Johnson                            | 6.3 (2015)                                                       | Johnson & Johnson | United States                                     |
| Chey (Tae-won) family                       | Chey Tae-won, Chey Ki-won | 6.3 (2017)                                                       | SK Group | South Korea                                       |
| Wee                                         | | 6.25 (2017)                                                      | United Overseas Bank | Singapore                                         |
| Sehgal                                      | | 6.15 (2017)                                                      | Auto parts | India                                             |
| Wadia                                       | | 6.14 (2017)                                                      | Diversified | India                                             |
| Zobel de Ayala                              | List of family members | 6.13 (2017)                                                      | Ayala Corporation | Philippines                                       |
| Kushal Pal Singh                            | | 6.1 (2017)                                                       | Real estate | India                                             |
| Patel                                       | | 6 (2017)                                                         | Cadila Healthcare | India                                             |
| Richardson                                  | | 5.95 (2017)                                                      | James Richardson & Sons | Canada                                            |
| Ülker                                       | | 5-6 (2016)                                                       | Yıldız Holding | Turkey                                            |
| Özokur                                      | | 5-6 (2016)                                                       | Üs Holding | Turkey                                            |
| Tara                                        | | 5-6 (2016)                                                       | Enka Holding | Turkey                                            |
| Eczacıbaşı                                  | | 5-6 (2016)                                                       | Eczacıbaşı Holding | Turkey                                            |
| Wertheimer                                  | Stef Wertheimer | 5.8 / 8.7 (2017)                                                 | Iscar Metalworking | Israel                                            |
| Herz                                        | | 5.7 (2002)                                                       | Tchibo, Reemtsma | Germany                                           |
| von Finck                                   | August von Finck Sr., August von Finck Jr., August François von Finck | 5.5 (2018)                                                       | Merck Finck & Co., Mövenpick, Von Roll Holding, and investment in many other companies                                                                                                | Germany Switzerland                               |
| Hilti                                       | Martin Hilti, Eugen Hilti | 5.5 (2018)                                                       | Hilti | Liechtenstein Switzerland                         |
| Marguerre                                   | Wolfgang Marguerre, Frederic Marguerre, Tobias Marguerre | 5.5 (2018)                                                       | Octapharma | Germany Switzerland                               |
| Miele and Zinkann                           | Carl Miele, Reinhard Zinkann, Rudolf Miele, Peter Zinkann, Markus Miele, Reinhard Zinkann jr. | 5.5 (2017)                                                       | Miele | Germany                                           |
| Kwee                                        | | 5.5 (2017)                                                       | Real Estate | Singapore                                         |
| Getty                                       | J. Paul Getty, Sir Paul Getty, John Paul Getty III, Ariadne Getty, Balthazar Getty | 5.4 (2015)                                                       | Getty Oil | United States                                     |
| Piramal                                     | Ajay Piramal, Dr. Swati A Piramal | 5.38 (2017)                                                      | Piramal Group, Piramal Enterprises Ltd., Priramal Pharma, Piramal Realty | India                                             |
| Munjal                                      | | 5.37 (2017)                                                      | Hero Group | India                                             |
| Tung Chee Hwa and Chee Chen                 | | 5.2 (2017)                                                       | Shipping | Hong Kong                                         |
| Freudenberg                                 | Carl Johann Freudenberg, Reinhart Freudenberg, Wolfram Freudenberg, Martin Wentzler | 5.2 (2017)                                                       | Freudenberg Group | Germany                                           |
| Shin (Kyuk-ho) family                       | Shin Dong-bin, Shin Kyuk-ho, Shin Dong-joo, Shin Choon-ho, etc. | 5.0 (2015)                                                       | Lotte Group, Nongshim, Pulemil | South Korea                                       |
| Villela                                     | Alfredo Egydio de Arruda, Villela Filho, Ana Lucia de Mattos, Barretto Villela | 5 (2004)                                                         | Itaúsa | Brazil                                            |
| Lo                                          | | 5 (2017)                                                         | Shui On Group | Hong Kong                                         |
| Coates                                      | Denise Coates, John Coates, Peter Coates | 5 (euros, 2017)                                                  | Bet365 | United Kingdom                                    |
| Yazıcı                                      | | 4-5 (2016)                                                       | Anadolu Group | Turkey                                            |
| Maggi                                       | Lucia Borges Maggi, Blairo Borges Maggi, Marli Maggi Pissollo, Itamar Locks and Hugo de Carvalho Ribeiro | 4.9 (2004)                                                       | Soybeans | Brazil                                            |
| Hayek                                       | Nicolas Hayek, Nick Hayek, Nayla Hayek | 4.8 (2018)                                                       | The Swatch Group | Switzerland                                       |
| Hult                                        | Bertil Hult, Philip Hult, Alex Hult, Edward Hult | 4.8 (2018)                                                       | EF Education First | Sweden                                            |
| Perfetti                                    | Augusto Perfetti, Giorgio Perfetti | 4.8 (2018)                                                       | Perfetti Van Melle | Italy Switzerland                                 |
| Peugeot                                     | Armand Peugeot, Roland Peugeot, Eric Peugeot | 4.8 (2018)                                                       | Diversified (Peugeot, FFP Holding, Groupe SEB, Safran, DKSH, i.a.) | France                                            |
| Ströher                                     | Karl Ströher, Sylvia Ströher, Erika Pohl-Ströher, Bertram Pohl | 4.8 (2018)                                                       | Wella | Germany Switzerland                               |
| Azrieli                                     | David Azrieli | 4.74 (2017)                                                      | Azrieli Group | Canada                                            |
| Aguiar                                      | Lina Maria Aguiar, Lia Maria Aguiar and Maria Angela Aguiar Bellizia | 4.5 (2004)                                                       | Banking | Brazil                                            |
| Batista                                     | 10 relatives, no individual billionaires | 4.3 (2004)                                                       | Beef processing | Brazil                                            |
| Swarovski                                   | Daniel Swarovski, fifth generation family members | 4.1 (euros, 2014)                                                | Swarovski | Austria                                           |
| Saputo                                      | Lino Saputo, Joey Saputo, Mirella Saputo | 4.0–8.0                                                          | Dairy | Canada                                            |
| Abudawood                                   | | 4 (2017)                                                         | Franchies, inheritance | Saudi Arabia                                      |
| Kenyatta                                    | | 4 (2017)                                                         | | Kenya                                             |
| Odebrecht                                   | 10 relatives, no individual billionaires | 3.9 (2004)                                                       | Diversified | Brazil                                            |
| Sonnenberg                                  | Ralph Sonnenberg, David Sonnenberg, Marko Sonnenberg | 3.8 (2018)                                                       | Hunter Douglas | Netherlands                                       |
| Aquilini                                    | | 3.34 (2017)                                                      | Aquilini Investment Group | Canada                                            |
| Civita                                      | Giancarlo Francesco Civita, Anamaria Roberta Civita and Victor Civita Neto | 3.3 (2004)                                                       | Media | Brazil                                            |
| Setubal                                     | 25 relatives, no individual billionaires | 3.3 (2004)                                                       | Banking | Brazil                                            |
| Burkard                                     | Kaspar Winkler, Urs Burkard | 3.3 (2018)                                                       | Sika AG | Switzerland                                       |
| Igel                                        | Daisy Igel | 3.2 (2004)                                                       | Gas, petrochemicals | Brazil                                            |
| Lalji                                       | | 3.07 (2017)                                                      | Larco Group of Cos. | Canada                                            |
| Gupta                                       | | 3 (2017)                                                         | | South Africa                                      |
| Kim (Jae-chul) family                       | Kim Jae-chul, Kim Nam-jung, Kim Nam-goo, etc. | 2.5~3 (2020)                                                     | Dongwon Industries, Korea Investment Holdings | South Korea                                       |
| Apostolopoulos                              | | 2.87 (2017)                                                      | Triple Group | Canada                                            |
| Rotenberg                                   | Arkady Rotenberg, Boris Romanovich Rotenberg | 2.8 (2016)                                                       | Stroygazmontazh | Russia                                            |
| Ananiev                                     | | 2.8 (2016)                                                       | Promsvyazbank, PSB bank and Renaissance Capital Bank | Russia                                            |
| Marcondes Penido                            | Ana Maria Marcondes Penido Sant'Anna | 2.8 (2004)                                                       | Toll roads | Brazil                                            |
| Smorgon                                     | | 2.64 (2013)                                                      | Investment | Australia                                         |
| Ibru                                        | | 2.5 (2017)                                                       | | Nigeria                                           |
| Kaufman                                     | Andreas Kaufmann | 2.42 (euros, 2014)                                               | Pulp and paper company Frantschach | Austria                                           |
| Shamalov                                    | | 2.4 (2016)                                                       | Ozero, other | Russia                                            |
| Sobey                                       | | 2.33 (2017)                                                      | Empire Co. Ltd. | Canada                                            |
| Reichmann                                   | Paul Reichmann, Edward Reichmann, Albert Reichmann, and two others | 2.33 (2017)                                                      | Olympia and York | Canada                                            |
| Feffer                                      | 5 siblings, no individual billionaires | 2.3 (2004)                                                       | Pulp and paper | Brazil                                            |
| Jameel                                      | Abdul Latif Jameel | 2.2 (2017)                                                       | Toyota dealerships, inheritance | Saudi Arabia                                      |
| Slaight                                     | | 2.19 (2017)                                                      | Standard Broadcasting | Canada                                            |
| Zekelman                                    | | 2.12 (2017)                                                      | Atlas Tube | Canada                                            |
| Besen                                       | John Gandel, Naomi Milgrom, John Kaldor | 2.1 (2013)                                                       | Property, retail | Australia                                         |
| Liberman                                    | | 2.1 (2013)                                                       | Investment | Australia                                         |
| Myer                                        | | 2.1 (2013)                                                       | Investment, retail, property | Australia                                         |
| Huh (Man-jung) family                       | Huh Chang-soo, Huh Tae-soo, etc. | 2~2.5 (2021)                                                     | GS Group | South Korea                                       |
| Al-Dabbagh                                  | | 2 (2017)                                                         | Diversified, inheritance | Saudi Arabia                                      |
| Alajlan                                     | | 2 (2017)                                                         | Clothing, real estate, self-made | Saudi Arabia                                      |
| Alrashed                                    | | 2 (2017)                                                         | Diversified, inheritance | Saudi Arabia                                      |
| Mayr-Melnhof                                | | 1.95 (euros, 2014)                                               | Forestry, Mayr-Melnhof (MM Carton, MM-Packaging) | Austria                                           |
| Wilson                                      | | 1.83 (2013)                                                      | Retail | Australia                                         |
| Roberts                                     | | 1.82 (2013)                                                      | Investment, property | Australia                                         |
| Al Muhaidib                                 | | 1.7 (2017)                                                       | Diversified, inheritance | Saudi Arabia                                      |
| Shaymievs                                   | Airat Shaymiev, Radik Shaimiev | 1.7 (2016)                                                       | TAIF Group | Russia                                            |
| Wright                                      | | 1.53 (2013)                                                      | Resources | Australia                                         |
| Alagil                                      | | 1.5 (2017)                                                       | Retail, self-made | Saudi Arabia                                      |
| West                                        | Kanye West, Kimberly Kardashian-West | 7.6 (2021)                                                       | Hip-hop/R&B, Yeezy, fashion, entrepreneurship | United States                                     |
| Sarkisov                                    | | 1.4 (2016)                                                       | RESO-Guarantiya Insurance company | Russia                                            |
| Sharbately                                  | | 1.3 (2017)                                                       | Investments, real estate, inheritance | Saudi Arabia                                      |
| Bazhayev                                    | | 1.25 (2016)                                                      | Alliance Group | Russia                                            |
| Greiner                                     | Hans Peter Haselsteiner | 1.23 (euros, 2014)                                               | Greiner Group, synthetic materials | Austria                                           |
| Talbot                                      | | 1.21 (2013)                                                      | Resources | Australia                                         |
| Haselsteiner                                | Hans Peter Haselsteiner | 1.2 (euros, 2014)                                                | Strabag AG | Austria                                           |
| Rauch                                       | | 1.2 (euros, 2014)                                                | Happy Day juices Rauch company | Austria                                           |
| Rakhimkulovs                                | | 1.2 (2016)                                                       | OTP Bank, oil company MOL Group, Gazprom and VTB | Russia                                            |
| Salteri                                     | | 1.17 (2013)                                                      | Manufacturing | Australia                                         |
| Rossy                                       | | 1.99 (2017)                                                      | Dollarama | Canada                                            |
| Bombardier                                  | | 1.96 (2017)                                                      | Bombardier Inc., BRP | Canada                                            |
| Molson                                      | | 1.95 (2017)                                                      | Molson Coors Brewing | Canada                                            |
| Kruger                                      | | 1.83 (2017)                                                      | Kruger, KP TISSUE | Canada                                            |
| Al Fahim                                    | | 1.8 (2020)                                                       | Diversified, inheritance | United Arab Emirates                              |
| Murty                                       | N. R. Narayana Murty, Sudha Murty, Rohan Murty, Akshata Murty, Rishi Sunak | 4–5.5                                                            | |                                                   |
| DeGasperis                                  | | 1.67 (2017)                                                      | ConDrain | Canada                                            |
| Samuel                                      | | 1.59 (2017)                                                      | Samuel, Son & Co., Samuel Manu-Tech | Canada                                            |
|                                             | |                                                                  | |                                                   |
| Greenberg                                   | | 1.58 (2017)                                                      | Minto Group | Canada                                            |
| Maranghi and Castellini-Baldissera families | Vincenzo Maranghi, Piero Castellini-Baldissera, Piero Portaluppi, Ettore Conti, Count of Verampio | 1.50 (2020)                                                      | Real estate, textile mills, spirits, inheritance, banking, energy | Italy                                             |
| Latner                                      | | 1.12 (2017)                                                      | L Group, Dynacare | Canada                                            |
| Kapsch                                      | Georg Kapsch | 1.08 (euros, 2014)                                               | Kapsch AG | Austria                                           |
| Tieck                                       | | 1.07 (2013)                                                      | Investment, property | Australia                                         |
| Chaudhary                                   | Binod Chaudhary, Sarika Chaudhary, Nirvana Chaudhary, Varun Chaudhary, Rahul Chaudhary | 1.07 ( 2020)                                                     | Diversified | Nepal                                             |
| Leon                                        | | 1.06 (2017)                                                      | Leon's Furniture | Canada                                            |
| Hasenfratz                                  | | 1.06 (2017)                                                      | Linamar | Canada                                            |
| Palmers                                     | Christian Palmers | 1.05 (euros, 2014)                                               | Palmers Textil AG | Austria                                           |
| Duisik-Tott-Höfer                           | Hans Duisik, Maurizio Tott, Helga Dujsik, Christian Höfer | 1.05 (euros, 2014)                                               | Shopping City Süd | Austria                                           |
| Doppelmayr                                  | | 1.02 (euros, 2014)                                               | Cable cars, ski lifts | Austria                                           |
| DeGrâce                                     | | 1.017                                                            | Investments | United States, Canada, France, and United Kingdom |
| Jenner                                      | Kylie Jenner, Kendall Jenner, Caitlyn Jenner | 1.3 (2021)                                                       | Modelling, inheritance and beauty business | United States                                     |
| Al Subeaei                                  | | 1 (2017)                                                         | Diversified, self-made | Saudi Arabia                                      |
| Mayweather                                  | Floyd Mayweather Jr., Roger Mayweather, Floyd Mayweather Sr. | 1 (2017)                                                         | Boxing, investment, self-made | United States                                     |
| Wallenberg                                  | André Oscar Wallenberg, Marcus Wallenberg Sr., Knut Agathon Wallenberg, Marcus Wallenberg Jr., Jacob Wallenberg (1892–1980), Peter Wallenberg Sr., Peter Wallenberg Jr., Marc Wallenberg, Raoul Wallenberg, Marcus Wallenberg (born 1956), Jacob Wallenberg                                 | 1 (2016)                                                         | ABB, Atlas Copco, Saab, Nasdaq, Husqvarna, Ericsson, Electrolux, SEB, AstraZeneca, SKF, Stora Enso, Wärtsilä, EQT Partners, Epiroc, Investor AB, SAS Airlines, Wallenberg Foundations | Sweden                                            |
| Dillen                                      | Cor Dillen, Coen Dillen, Anita Dillen, 28 more Dillen family members worldwide | 1 (2020)                                                         | Philips, Jewelry | Netherlands, but living all over the world        |
| Hougen                                      | No individual billionaires* | 1                                                                | Hougen | Canada                                            |